# La diosa coronada
 (срп. Окруњена богиња) колумбијско-америчка је теленовела, продукцијске куће Телемундо, снимана 2010.

## Синопсис
Ракел Круз је исфрустрирана животом у сиромаштву и захваљујући својој лепоти и амбициозном карактеру проналази идеалан пут ка успеху и богатству.
Сигурна је у то да ће браком са милионером окончати своје економске проблеме, но жртва ка остварењу тог циља, млади и успешни Естебан, открива њене амбиције и већ за непуних три месеца одлучује да је остави у истој ситуацији у којој ју је и упознао.
У потрази за бољом будућношћу, кандидује се на избору за Националну Краљицу Туризма, спремна искључиво на победу, па макар због ње и продала душу ђаволу. У томе и успева, но проблем се јавља када једна новинарка открива да њено крунисање није било у складу са прописаним правилима такмичења, чињеницом да Ракел иза себе има скривен и окончан брак.
Њене жеље за новцем, успехом и моћи изнова делују недостижно, све до дана када упознаје тајанственог послодавца који јој нуди живот пун луксуза и славе. Тако се Ракел удаје по други пут, сада за Хенара захваљујући чијем утицају стиче славу радом на телевизији.
Срце испуњено празнином и равнодушношћу биће највећа жртва и накнада за сав луксуз који је стекла, но и улаз у ризичне мужевљеве послове. Ракел улази у свет корупције, опасних радњи и илегалног луксуза, који ће је одвести право у свет трговине трогом.
Захваљујући везама са утицајним нарко-дилерима Колумбије, добија прилику за транспорт дроге кроз пртљаг модела, и покреће удружену мрежу мафије и модела уз употребу такозваних „људских мазги“. Тако Ракел постаје „Крунисана Богиња“ и владар сопственог света.
Но, једна грешка ће је лишити свега што је постигла, па и личне слободе. Полиција отпочиње немилосрдну потрагу за „Крунисаном Богињом“, у којој новчана награда за њену главу постаје свачија опсесија.

## Улоге
| Глумац:               | Улога:                 |
| --------------------- | ---------------------- |
| Каролина Гера         | Ракел Круз Сантамарија |
| Арап Бетке            | Хенаро                 |
| Маргарита Рејес       | Катја                  |
| Валентина Лизкано     | Аделаида               |
| Каролина Гајтан       | Валерија               |
| Педро Фаља            | Капетан Кастро         |
| Анхелине Монкајо      | Сулма                  |
| Џон Марио Ривера      | Гузман                 |
| Карлос Умберто Камачо | Рохер                  |
| Ђонатан Ислас         | Кевин                  |
| Лусес Валаскез        | Матилде                |
| Катерине Порто        | Норида Белтран         |
| Родолфо Валдес        | Дарио                  |
| Хонатан Монтеро       |                        |